# Betty Brice
Rosetta Dewart Brice (Sunbury, Pensilvania, 4 de agosto de 1888-Van Nuys, California, 15 de febrero de 1935), más conocida como Betty Brice, fue una actriz estadounidense que hizo muchas apariciones en películas de cine mudo.

## Primeros años
Rosetta Dewart Brice nació en Sunbury (Pensilvania), hija de Edward Lincoln Brice y Bessie S. Dewart Brice. Su abuelo materno era William Lewis Dewart, un congresista de Pensilvania. Su abuela y bisabuela también se llamaban "Rosetta". Se crio en Washington D. C.

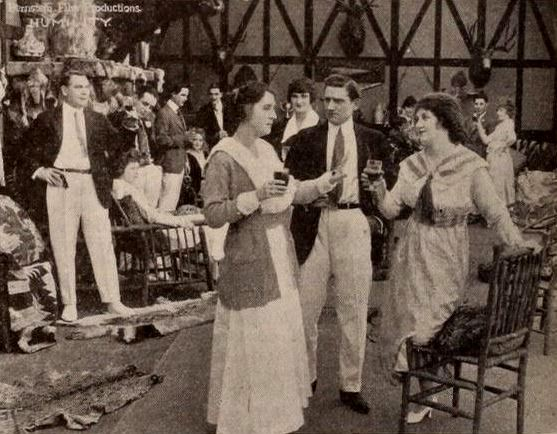
Fotograma de la película estadounidense Humility (1918) con Betty Brice, en la página 32 de Exhibitors Herald el 8 de septiembre de 1917.

## Carrera
Tras un tiempo en el escenario con compañías de teatro, Brice comenzó a actuar en películas mudas, bajo contrato con el estudio Lubin en Filadelfia. "Me atrevo a decir que nunca dejaré de sentir esa pequeña emoción que se produce cuando me veo en el cine", dijo a un entrevistador en 1915.
Entre las películas en las que aparecía Brice, muchas de ellas cortometrajes y series que destacaban el atletismo de Brice en las escenas de acrobacia, equitación y natación, se incluyen Michael Strogoff (1914), The Fortune Hunter (1914), The Road o' Strife (1915), The Sporting Duchess (1915), The Phantom Happiness (1915), The Rights of Man: A Story of War's Red Blotch (1915), The Meddlesome Darling (1915), A Man's Making (1915), The Gods of Fate (1916), Her Bleeding Heart (1916), Love's Toll (1916), Loyalty (1917), Humility (1918), y Beau Brummel (1924).

## Vida personal
Brice se comprometió con Horace Carpentier Hurlbutt en 1908, pero cuando él se opuso a su carrera de actriz, ella rompió el compromiso. Pronto se casó con el editor John Oliver La Gorce, con quien tuvo un hijo, Gilbert Grosvenor La Gorce, antes de divorciarse en 1913. Se casó con el director y actor Jack Pratt siendo su segundo esposo. Murió en 1935, a los 46 años, de una enfermedad cardíaca, en Van Nuys, California.

## Filmografía
- The Price of Victory (1913)
- A Servant of the Rich (1914)
- The House of Fear (1914)
- A Cruel Revenge (1914)
- The Puritan (1914)
- The Mansion of Sobs (1914)
- Officer Jim (1914)
- In the Northland (1914)
- The Greater Treasure (1914)
- The Incompetent (1914)
- The Wolf (1914)
- Michael Strogoff (1914)[5][6]
- The Fortune Hunter (1914)[7]
- The Erring (1914)
- The Only Way Out (1915)
- The Blessed Miracle (1915)
- The Road o' Strife (1915)[8]
- The College Widow (1915)
- In the Dark (1915)
- The Sporting Duchess (1915)[9]
- Her Answer (1915)
- The District Attorney (1915)
- Whom the Gods Would Destroy (1915)
- The Call of Motherhood (1915)
- The Climbers (1915)
- Polly of the Pots and Pans (1915)
- The Phantom Happiness (1915)[10]
- The Last Rose (1915)
- When Youth is Ambitious (1915)
- The Rights of Man: A Story of War's Red Blotch (1915)[11]
- The Meddlesome Darling (1915)
- A Man's Making (1915)[12]
- Sweeter than Revenge (1915)
- The Evangelist (1916)
- The Gods of Fate (1916)[12]
- Her Bleeding Heart (1916)
- Love's Toll (1916)[13]
- Who Knows? (1917)
- Loyalty (1917)[14]
- Humility (1918)[15]
- The Third Generation (1920)
- The Sagebrusher (1920)
- The Money Changers (1920)
- A Beggar in Purple (1920)
- The Spenders (1921)
- The Green Temptation (1922)
- Heart's Haven (1922)
- Beau Brummel (1924)[16]